# Novokizganovo
 (mai 2025).
Novokizganovo (en Russe: Новокизганово, en Bachkir: Яңы Киҙгән, Yañı Kiźgän) est un village dans l'établissement rural de Tazlarovsky, située dans le Raïon Bouraevski de la République de Bachkirie en Russie. Sa population s'élève à 491 en 2010.

## Géographie
Novokizganovo est situé à 18km à l'Est de Buraevo, à 53km au Nord de Birsk et 129km au Nord d'Oufa.

## Histoire
Le village se situait de sa création à 1708 dans le gouvernement de Kazan, puis dans le district de Birsk au sein du gouvernement d'Orenbourg, devenu la Vice-Royauté d'Oufa à partir 1781 qui redeviendra en 1796 le gouvernement d'Orenbourg, avant que celui-ci ne soit divisé en 1865. A partir de cette date et jusqu'en 1922, le village se situait dans le Comté de Birsk au sein du gouvernement d'Oufa.